# Verbascum florinense
Verbascum florinense är en flenörtsväxtart som beskrevs av Hub-mor. och K. H. Rechinger. Verbascum florinense ingår i släktet kungsljus, och familjen flenörtsväxter. Inga underarter finns listade i Catalogue of Life.